# Craig Mackail-Smith
Craig Anthony Robert Mackail-Smith (ur. 25 lutego 1984 w Watfordzie) – szkocki piłkarz występujący na pozycji napastnika w Luton Town.

## Kariera klubowa
Mackail-Smith zawodową karierę rozpoczynał w 2000 roku w angielskim zespole St Albans City z Conference South. Spędził tam 3 lata, a potem odszedł do Arlesey Town, grającego w lidze regionalnej. W 2004 roku trafił do Dagenham & Redbridge z Conference National. Jego barwy reprezentował przez 3 lata.
W 2007 roku Mackail-Smith podpisał kontrakt z Peterborough United z League Two. Pierwszy ligowy mecz zaliczył tam 22 września 2007 roku przeciwko Morecambe (1:1). W 2008 roku awansował z zespołem do League One, a w 2009 roku do Championship. W tych rozgrywkach zadebiutował 8 sierpnia 2009 roku w przegranym 1:2 pojedynku z Derby County. 15 sierpnia 2009 roku w zremisowanym 1:1 spotkaniu z Sheffield Wednesday strzelił pierwszego gola w Championship. W 2010 roku Mackail-Smith spadł z zespołem do League One.

## Kariera reprezentacyjna
Mackail-Smith jest byłym reprezentantem Anglii C. W związku z tym, że jego babcia pochodziła ze Szkocji, Craig został uprawniony do gry w reprezentacji Szkocji. Zadebiutował w niej 27 marca 2011 roku w przegranym 0:2 towarzyskim meczu z Brazylią.